# Wahl zur Deutschen Nationalversammlung
- USPD: 22
- SPD: 165
- BB: 4
- DDP: 75
- SHBLD: 1
- DHP: 1
- Z: 90
- DVP: 22
- DNVP: 43

Die Wahl zur Deutschen Nationalversammlung fand am 19. Januar 1919 statt. Sie war die erste reichsweite Wahl nach der Novemberrevolution von 1918 und hatte die Bildung der verfassunggebenden Weimarer Nationalversammlung zum Ziel. Auch sollte der Rat der Volksbeauftragten durch eine demokratisch legitimierte Regierung abgelöst werden. Sie war die erste reichsweite Wahl nach dem Verhältniswahlrecht und die erste, in der auch Frauen das Wahlrecht hatten. Im Vorfeld bildeten sich vor allem im bürgerlichen Lager aus den alten Parteien neue politische Gruppierungen, ohne dass sich am Parteienspektrum selbst etwas Gravierendes änderte. Die SPD ging zwar als stärkste Kraft aus den Wahlen hervor, ohne absolute Mehrheit war sie jedoch auf Koalitionspartner angewiesen. Zusammen mit der Zentrumspartei und der Deutschen Demokratischen Partei (DDP) bildete sie die in der Folge so genannte Weimarer Koalition.

## Vorgeschichte

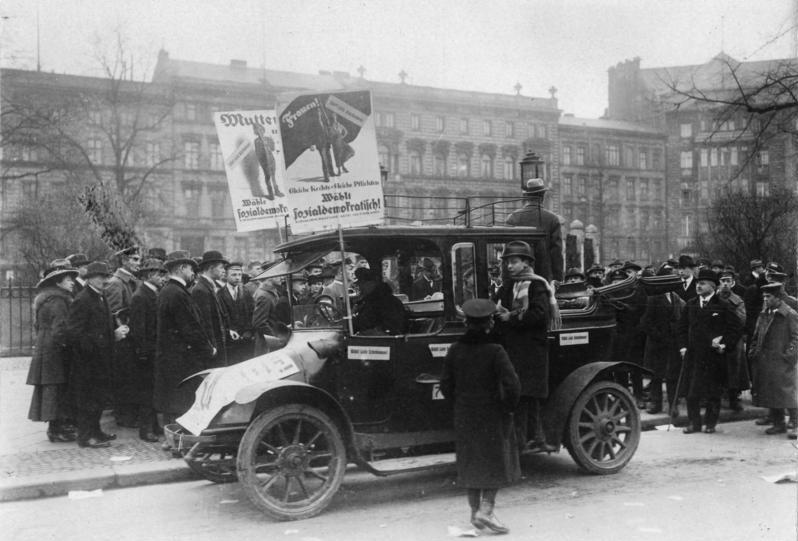
SPD-Wahlkampf in Berlin

Nach der Niederlage im Ersten Weltkrieg und dem Ende der Monarchie war die politische Zukunft in Deutschland zunächst unklar. Der Rat der Volksbeauftragten unter Friedrich Ebert wollte die Entscheidung über die zukünftige Verfassung und Staatsform einer verfassunggebenden Nationalversammlung überlassen. Dies entsprach auch dem Wunsch der MSPD, weiter Teile der USPD und der bürgerlichen Parteien. Ablehnend reagierten der linke Flügel der USPD und der Spartakusbund. Letztere verlangten nach russischem Vorbild eine Räteherrschaft. Umstritten war bei den Befürwortern einer Nationalversammlung der Zeitpunkt. Die MSPD plädierte für einen möglichst frühen Zeitpunkt, unter anderem um die Regierung demokratisch zu legitimieren. Die USPD dagegen verlangte einen deutlich späteren Wahltermin. Sie sah die Chance, bis dahin zahlreiche grundlegende Entscheidungen zu treffen. Dies betraf etwa die Sozialisierung der Wirtschaft oder die Demokratisierung der Beamtenschaft.
Auf dem ersten Reichsrätekongress, der am 16. bis 18. Dezember 1918 stattfand, war das Thema der Nationalversammlung ein wichtiger Beratungspunkt. Die Mehrheit der 490 stimmberechtigten Teilnehmer stand der MSPD nahe. Eine reine Räteherrschaft lehnte der Kongress ab. Mit großer Mehrheit einigte sich die Versammlung mit dem 19. Januar 1919 auf einen sehr frühen Termin für die Wahl zur Nationalversammlung. Der Rat der Volksbeauftragten hatte den 16. Februar vorgeschlagen. Durch die Selbstentmachtung der Räte war damit bereits eine Vorentscheidung für die parlamentarische Demokratie gefallen.

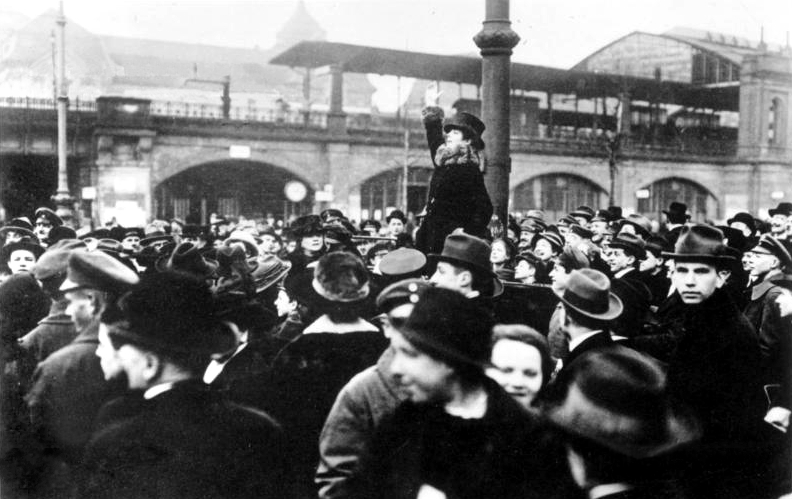
Wahlredner auf der Straße, hier die Schauspielerin Senta Söneland

In der Folge führte die Niederschlagung der Weihnachtsunruhen in Berlin zum Austritt der USPD aus dem Rat der Volksbeauftragten. Am 31. Dezember 1918 gründete sich die KPD. Am 5. Januar begann der sogenannte Spartakusaufstand, der von Regierungstruppen seit dem 11. Januar mit Gewalt niedergeschlagen wurde. Von Freikorpsoffizieren wurden die führenden Köpfe der KPD Karl Liebknecht und Rosa Luxemburg ermordet. In Bremen kam es zur Bildung einer Räteregierung, die von Regierungstruppen zerschlagen wurde. Im Ruhrgebiet forderte die Sozialisierungsbewegung grundlegende Veränderungen der Wirtschaftsstruktur.
Wahlkampf und Wahl fanden also vor dem Hintergrund großer politischer Erregung statt.

## Wahlrecht

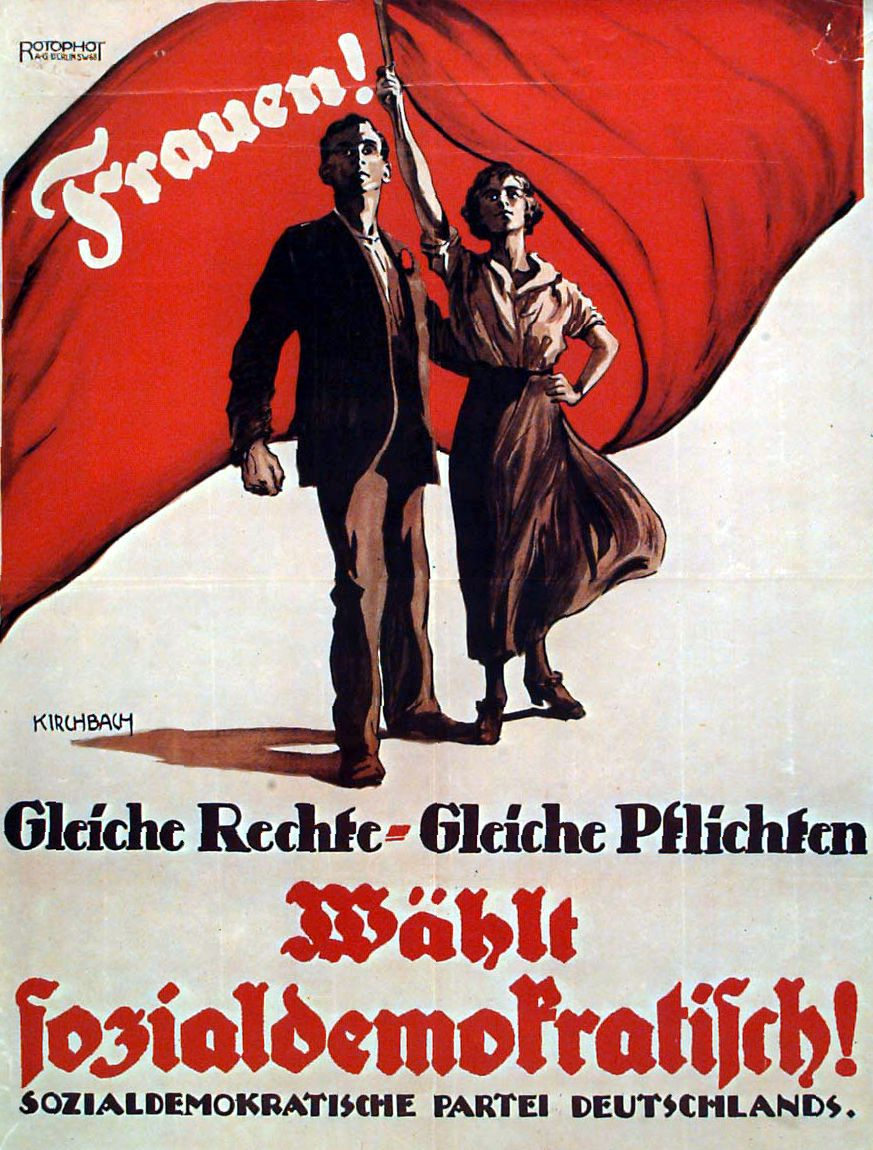
Gottfried Kirchbach: SPD-Wahlplakat zum Frauenwahlrecht

Es galt nach der Wahlordnung vom 30. November 1918 erstmals reichsweit ein allgemeines, gleiches, geheimes und direktes Wahlrecht. Zum ersten Mal konnten auch Frauen und Soldaten wählen. (Damit waren auch die Soldaten abstimmungsberechtigt, die sich noch in Russland befanden. Sie entsandten zwei Abgeordnete in die Nationalversammlung.) Das Wahlalter war von 25 auf 20 Jahre herabgesetzt worden. Die Veränderungen im Wahlrecht bewirkten einen starken Anstieg der Wahlberechtigten. Durch die erstmalige Anwendung des Verhältniswahlrechts bei einer reichsweiten Wahl sollten Ungerechtigkeiten etwa im Wahlkreiszuschnitt und bei Stichwahlen ausgeglichen werden. Nunmehr kamen etwa 150.000 Einwohner auf einen Abgeordneten. Aufgeteilt war das Reichsgebiet in 38 (Groß-)Wahlkreise mit zahlreichen Einzelwahlkreisen. Mit Ausnahme des von Frankreich besetzten Elsass-Lothringen, eines Großteils der Provinz Posen, die im Posener Aufstand weitgehend unter polnische Kontrolle geraten war, und der von den Kriegsgegnern besetzten Kolonien fand die Wahl im gesamten bisherigen Reichsgebiet statt. Obwohl Österreich bestrebt war, sich Deutschland anzuschließen, fanden dort keine Wahlen zur Nationalversammlung statt.

## Parteienspektrum
Es war klar, dass MSPD und USPD in ihrer bestehenden Form zur Wahl antreten würden. Obwohl Liebknecht und Luxemburg sich für die Beteiligung der KPD an den Wahlen ausgesprochen hatten, lehnte die Mehrheit der Delegierten auf der Gründungsversammlung die Teilnahme ab.

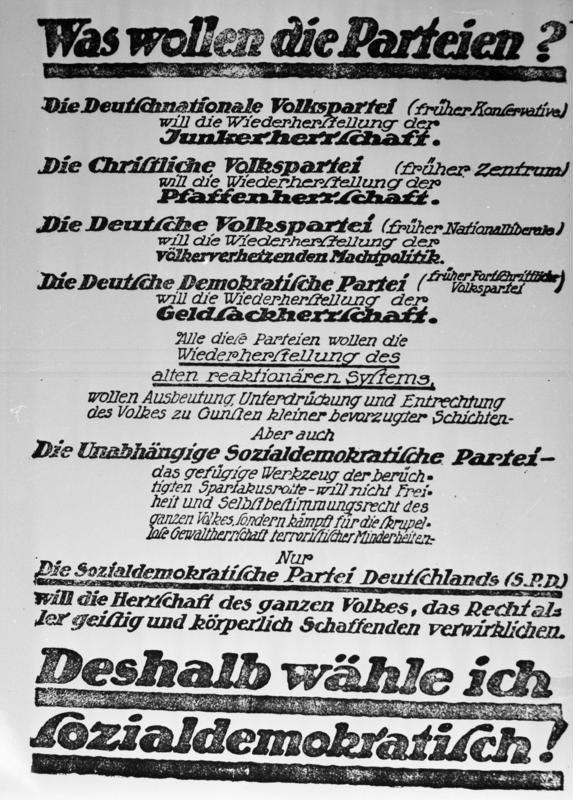
Sozialdemokratisches Wahlplakat

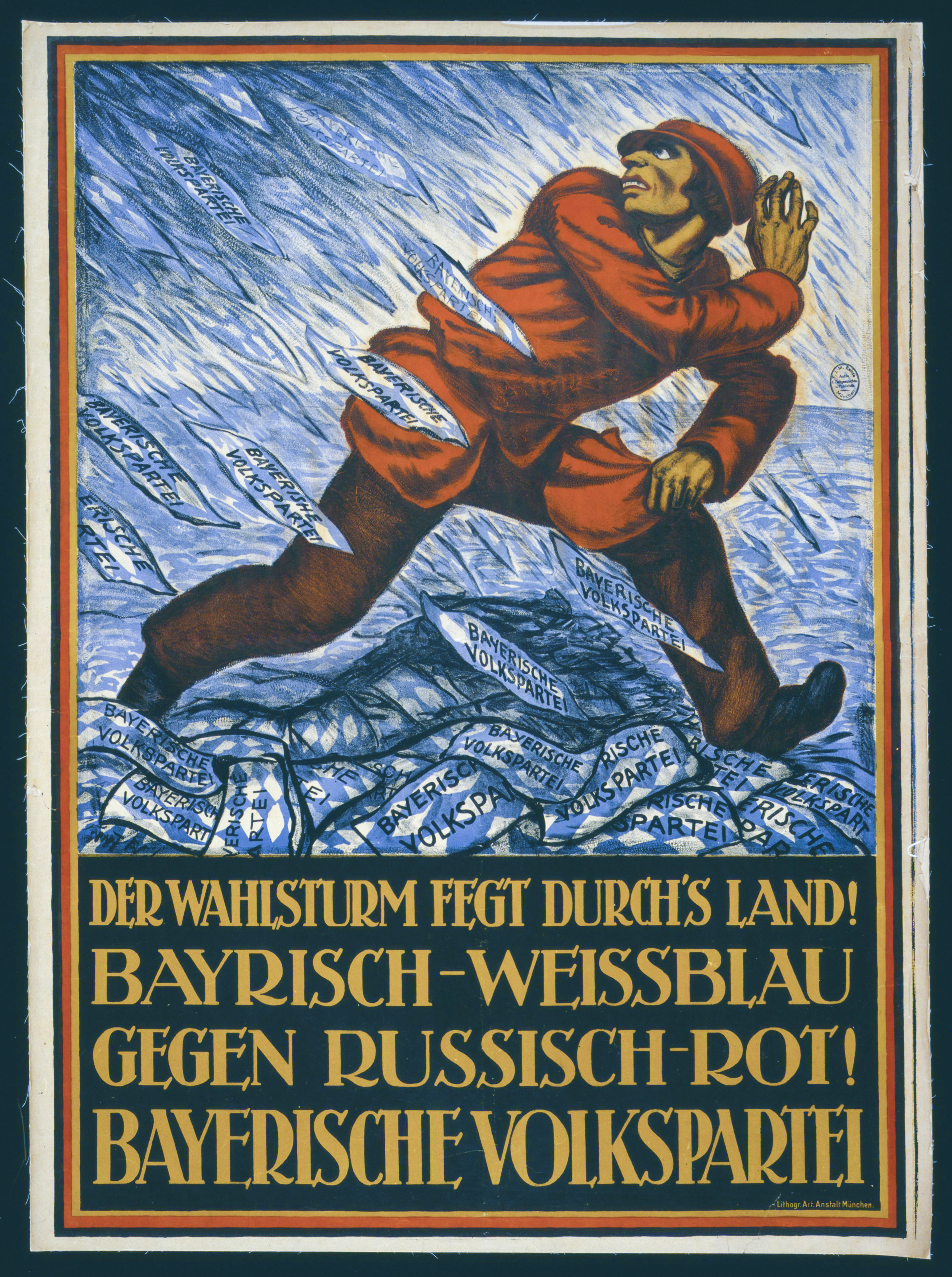
Wahlplakat der Bayerischen Volkspartei

In der Zentrumspartei gab es einen starken konservativen Flügel, der die Revolution ablehnte. Aber es gab auch einen linken Flügel, vor allem repräsentiert von Matthias Erzberger, der Republik und Demokratie befürwortete. Innerhalb der Partei wurde auch die Frage diskutiert, ob sie weiterhin eine katholische Partei bleiben oder sich zu einer christlichen, konfessionsübergreifenden Partei wandeln sollte. Letztlich blieb es beim Status quo einer katholischen Partei. Ein Hinweis auf diese Diskussion ist, dass sich die Partei bei dieser Wahl offiziell Christliche Volkspartei (CVP) nannte. In sozialer Hinsicht repräsentierte die Partei weite Teile des katholischen Deutschlands von den Arbeitern, über Mittelschicht und Bürgertum bis hin zum Adel. Eine wichtige Rolle spielte auch die Geistlichkeit. Ein großes Thema war für die Partei ein angeblich drohender neuer „Kulturkampf.“ So sah man die konfessionelle Schule in Gefahr. Vor allem die antikirchliche Politik des preußischen Kulturministers Adolph Hoffmann spielte dabei eine Rolle. Die Folge war, dass die Partei nach außen geschlossen einen vor allem gegen die Sozialdemokraten gerichteten Wahlkampf führte.
Allerdings ging das katholische Lager nicht geschlossen in die Wahl. Vielmehr hatte sich schon am 12. November 1918 die Bayerische Volkspartei vom Zentrum gelöst. Neben Furcht vor zentralistischen Tendenzen und antipreußischen Stimmungen spielte auch die Sorge eine Rolle, dass sich im Zentrum der eher linke Flügel durchsetzen könnte. Dadurch sah man den Einfluss der konservativen Wähler und  der Bauern schwinden. Die BVP verfolgte dann auch einen deutlich konservativeren Kurs als das Zentrum.
Vor allem im bürgerlichen Milieu gab es seit der Revolution Tendenzen zur Um- und Neubildung von Parteien. Viele von diesen nannten sich bewusst „Volksparteien“, um sich so von den sozialistischen Klassenparteien und den katholischen Parteien abzugrenzen.
Die Deutsche Demokratische Partei (DDP) entstand bereits im November 1918. Die DDP begrüßte das Ende des Kaiserreichs, erteilte der Diktatur von Links wie Rechts eine Absage, bekannte sich zum demokratischen Volksstaat und strebte soziale und politische Reformen an. Selbst die Sozialisierung von monopolistisch strukturierten Teilen der Wirtschaft sah die Partei vor. Zu den Anhängern gehörten liberal eingestellte Arbeiter, Mitglieder des alten und neuen Mittelstandes, aber auch Teile der bildungsbürgerlichen Schichten. Die Anhänger gingen vor allem aus der linksliberalen Fortschrittlichen Volkspartei und aus kleineren Teilen der Nationalliberalen Partei hervor. Die Hoffnung der Gründer der DDP, mit der Einbeziehung der Mehrheit der Nationalliberalen eine liberale Sammlungspartei zu werden, scheiterte an inhaltlichen, aber auch persönlichen Vorbehalten der beteiligten Personen.
Das eigentliche Erbe der Nationalliberalen trat die im Dezember 1918 entstandene Deutsche Volkspartei (DVP) an. Diese Kontinuität wurde von Gustav Stresemann verkörpert. Die Partei stand deutlich rechts von der DDP und betonte ihre nationale Haltung. Ein beträchtlicher Teil ihrer Mitglieder und Anhänger trauerte dem Kaiserreich nach. Vor allem Selbstständige aus Handwerk und Handel sowie Industrielle trugen die Partei. Sie lehnte jede Form von Sozialismus oder Sozialisierung strikt ab und verstand sich als Verteidigerin des Privateigentums. Sie setzte sich auch für die Interessen der Landwirtschaft ein. Für die Partei vorteilhaft erwies sich die finanzielle Unterstützung durch die Schwerindustrie.
Die schon Ende November gegründete Deutschnationale Volkspartei (DNVP) stand in der Tradition der rechtsradikalen Vaterlandspartei, der Konservativen und der Freikonservativen Partei des Kaiserreichs. Neben traditionellen Konservativen fanden sich auch Alldeutsche, Christlich-Soziale und Antisemiten in ihren Reihen. Auch hier waren der Mittelstand, Beamte und Bildungsbürger, aber auch national gesinnte Arbeiter und Angestellte stark vertreten. Ihren eindeutigen regionalen Schwerpunkt hatte die DNVP in den protestantischen preußischen Gebieten östlich der Elbe. Die Partei lehnte die Revolution ab und strebte eine Restauration der Monarchie an, wenngleich sie sich öffentlich für eine parlamentarische Regierung erklärte.
Für diese Wahl wurde von Industriellen unter Führung von Carl Friedrich von Siemens das Kuratorium für den Wiederaufbau des deutschen Wirtschaftslebens gegründet, welches 4,8 Millionen Mark (ℳ) für die Finanzierung des Wahlkampfs bereitstellte. Davon erhielt die DDP 1 Million und die DVP und die DNVP jeweils ℳ 500.000. Ziel war es „Männer des Wirtschaftslebens“ in das Parlament zu entsenden, die dort im Interesse der Wirtschaft tätig werden sollten.

## Ergebnisse

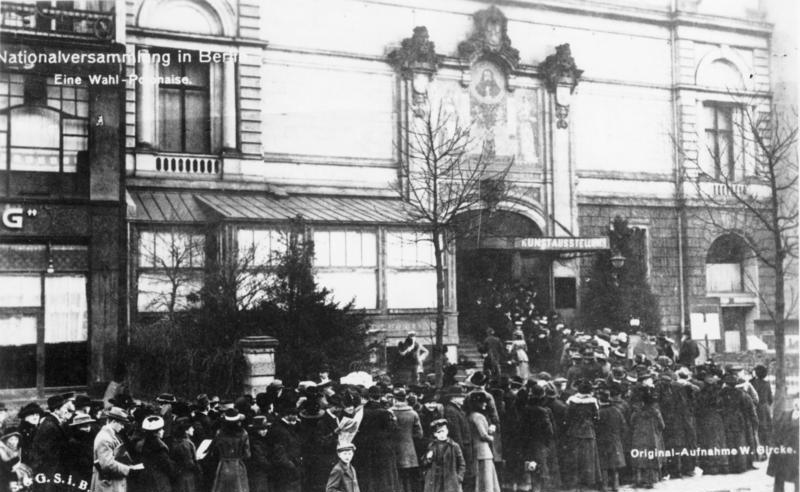
Schlange vor einem Wahllokal in Berlin

Von den 36,766 Millionen Wahlberechtigten gaben 83,0 % ihre Stimme ab. Damit lag die Wahlbeteiligung etwas niedriger als bei der Reichstagswahl 1912 mit 84,9 %. Durch das neue Wahlrecht stieg die Zahl der Wähler aber stark an. Etwa 20 Millionen Stimmen wurden mehr als 1912 abgegeben. Dies bedeutete einen Anstieg um 167 %.
Die SPD wurde mit 37,9 % mit Abstand stärkste Kraft. Die USPD erhielt mit 7,6 % deutlich weniger Stimmen. Zusammen war das linke Lager stärker als bei der Reichstagswahl von 1912. Aber auch gemeinsam verfügten die beiden Parteien nicht über die absolute Mehrheit, was den Spielraum für grundsätzliche Veränderungen im Sinne der sozialistischen Parteiprogramme stark einschränkte.
Einen großen Erfolg erzielte die DDP mit 18,5 %. Im Vergleich zur Fortschrittlichen Volkspartei im Jahr 1912 bedeutete dies einen Zuwachs von 6,2 %. Zusammen kamen BVP und Zentrum mit 19,7 % im Vergleich mit dem Zentrumsergebnis von 1912 auf 3,3 % mehr Stimmen. Die DNVP kam mit 10,3 % auf ein deutlich schlechteres Ergebnis als ihre Vorgängerparteien unter Einschluss von agrarischen und antisemitischen Kräften. All diese zusammen waren 1912 auf 15,1 % gekommen. Besonders deutlich war die Krise der Rechtsliberalen. Waren die Nationalliberalen 1912 noch auf 13,6 % gekommen, konnte die DVP nur 4,4 % für sich gewinnen.

## Analyse

Regionale Verteilung der Wahlergebnisse (die Zahlen geben den prozentualen Stimmenanteil der stimmenstärksten Partei an)

Das neue Wahlrecht hatte zur Folge, dass es sich bei einem Großteil der Wähler (etwa 50 %) um Erstwähler handelte, da erstmals Frauen und 20- bis 24-Jährige wählen durften. Die Parteien, die für das Frauenwahlrecht eingetreten waren, profitierten davon jedoch nicht. Ein beträchtlicher Teil der weiblichen Wähler neigte zur Wahl christlicher oder konservativer Parteien. Nahmen an späteren Wahlen Frauen seltener teil als Männer, wurde das Wahlrecht 1919 etwa gleich stark von beiden Geschlechtern in Anspruch genommen. Für die SPD, schon lange eine Befürworterin des Frauenstimmrechts, votierten überwiegend Männer. Dies zeigt die Auswertung von Wahlkreisen, in denen getrennt nach Geschlechtern abgestimmt wurde. In Köln etwa stimmten 46 % der Männer, aber nur 32,2 % der Frauen für die SPD. In katholischen Regionen stimmten die Frauen überdurchschnittlich für das Zentrum. In den überwiegend protestantischen Gegenden profitierten DDP und DNVP vom Frauenstimmrecht.
Bemerkenswerterweise hatte die SPD ihren stärksten Zuwachs in den ländlichen ostelbischen Gebieten zu verzeichnen. Es gelang der Partei, die Landarbeiter für sich zu gewinnen. Allerdings ging ihr diese Wählergruppe bei den folgenden Wahlen wieder verloren. Die USPD hatte einige Hochburgen meist im nördlichen und mittleren Deutschland. In Leipzig und Merseburg war die Partei sogar stärker als die MSPD. Die katholischen Parteien, unter denen vor allem das Zentrum seit einiger Zeit unter einem gewissen Verlust der Bindungsfähigkeit gelitten hatte, verdankten ihre Gewinne der antikirchlichen Kampagne von Adolph Hoffmann. Diese führte dazu, dass die katholischen Wähler und vor allem die katholischen Frauen sich hinter Zentrum und BVP stellten. Auch die DNVP profitierte von Hoffmanns Politik, da diese dafür sorgte, dass evangelische Gläubige im konservativen Lager blieben. Das schlechte Abschneiden der DVP hatte verschiedene Gründe. Zum einen fehlte nach der verspäteten Parteigründung eine funktionsfähige Organisation. Außerdem wählten viele bürgerliche Wähler aus taktischen Gründen die DDP. In bürgerlichen Kreisen rechnete man damit, dass nach der Wahl die MSPD mit der DDP eine Koalition bilden würde. Vielfach nicht aus grundsätzlicher Nähe zum Linksliberalismus, sondern um den bürgerlichen Teil der künftigen Regierung zu stärken, entschieden sich viele Wähler für die DDP. Im Wahlkampf hatte die DDP sich von der SPD abgesetzt, indem sie sich etwa als Hüterin des Privateigentums darstellte. Damit hatte sie Erfolg im alten und neuen Mittelstand.
Insgesamt schnitten die republikkritischen Parteien schwach ab. Die politischen Kräfte, die für eine politische Neuordnung eintraten, hatten dagegen die Mehrheit der Wähler hinter sich.
Im Kern zeigte sich auch, dass das Parteiensystem zu Beginn der Republik in den Grundzügen dem des Kaiserreichs glich. Die politischen Lager wechselten zwar teilweise die Namen der Parteien, blieben aber als solche bestehen. Allerdings hatte sich das Parteiensystem auch ausdifferenziert, etwa durch die Abspaltung der USPD und der KPD im sozialistischen oder der BVP im katholischen Lager. Bemerkenswert ist, dass viele Parteien sich als Volkspartei bezeichneten. Die Begriffe „konservativ“ und „liberal“ verschwanden aus den Parteinamen.

## Folgen
| In Betracht gezogene Koalitionen    | Sitze |
| ----------------------------------- | ----- |
| Sitze gesamt                        | 423   |
| Zweidrittelmehrheit (ab 282 Sitzen) |       |
| SPD, Zentrum, DDP                   | 330   |
| Absolute Mehrheit (ab 212 Sitzen)   |       |
| SPD, Zentrum                        | 255   |
| SPD, DDP                            | 240   |
| Keine Mehrheit (unter 212 Sitzen)   |       |
| SPD, USPD                           | 187   |

Die Nationalversammlung konstituierte sich am 6. Februar 1919 im politisch ruhigen Weimar. Das Ergebnis der Wahl ließ im Grunde nur eine Koalition aus SPD, Zentrum und DDP zu. Nur theoretisch denkbar war angesichts der Spannungen zwischen den Bruderparteien ein Bündnis zwischen MSPD und USPD. Ebenfalls möglich wäre eine kleine Koalition aus SPD und DDP gewesen, aber die Furcht vor einer Dominanz durch die SPD ließ die Verantwortlichen der DDP davon Abstand nehmen. Tatsächlich kam eine aus Vertretern der SPD, der DDP und des Zentrums bestehende Regierung zustande, die sogenannte Weimarer Koalition. Am 10. Februar wurde ein Gesetz über die vorläufige Reichsgewalt verabschiedet. Mit großer Mehrheit wurde am 11. Februar Friedrich Ebert zum vorläufigen Reichspräsidenten gewählt. Am selben Tag erhielt Philipp Scheidemann den Auftrag zur Regierungsbildung. Die Wahl zur Nationalversammlung, die Wahl des Reichspräsidenten sowie die Ernennung der Regierung Scheidemann bildeten den Abschluss der eigentlichen Revolutionszeit.

## Ergebnisübersicht
Nach der Wahl setzte sich die Nationalversammlung wie folgt zusammen:
| Politische Richtung | Politische Richtung | Parteien                                                           | Parteien | Wählerstimmen | Wählerstimmen | Sitze   |
| ------------------- | ------------------- | ------------------------------------------------------------------ | -------- | ------------- | ------------- | ------- |
| Politische Richtung | Politische Richtung | Parteien                                                           | Parteien | Anteil        | ggüb. 1912    | absolut |
| Konservative        | Konservative        | Deutschnationale Volkspartei (DNVP)                                |          | 10,3 %        | −1,2 % ▼      | 41      |
| Liberale            | Rechts-             | Deutsche Volkspartei (DVP)                                         |          | 4,4 %         | −9,2 % ▼      | 23      |
| Liberale            | Links-              | Deutsche Demokratische Partei (DDP)                                |          | 18,5 %        | +6,2 % ▲      | 74      |
| Katholiken          | Katholiken          | Christliche Volkspartei (CVP)                                      |          | 19,7 %        | +3,3 % ▲      | 89      |
| Sozialdemokraten    | Sozialdemokraten    | Sozialdemokratische Partei Deutschlands (SPD)                      |          | 37,9 %        | +3,1 % ▲      | 165     |
| Sozialisten         | Sozialisten         | Unabhängige Sozialdemokratische Partei Deutschlands (USPD)         |          | 7,6 %         | +7,6 % ▲      | 22      |
| Regionalparteien    | Regionalparteien    | Deutsch-Hannoversche Partei (DHP)                                  |          | 0,2 %         | −0,5 % ▼      | 3       |
| Regionalparteien    | Regionalparteien    | Bayerischer Bauernbund                                             |          | 0,9 %         | −1,0 % ▼      | 4       |
| Regionalparteien    | Regionalparteien    | Schleswig-Holsteinische Bauern- und Landarbeiterdemokratie (SHBLD) |          | 0,2 %         | +0,2 % ▲      | 1       |
| Regionalparteien    | Regionalparteien    | Braunschweigischer Landeswahlverband                               |          | 0,2 %         | +0,2 % ▲      | 1       |
| Sonstige            | Sonstige            | Andere                                                             |          | 0,1 %         | −8,3 % ▼      | 0       |
| Gesamt              | Gesamt              | Gesamt                                                             | Gesamt   | 100 %         |               | 423     |